# Ainda comprarei uma casa
Ainda comprarei uma casa (em japonês: それでも家を買いました) é uma série de televisão japonesa de 1991.

## Elenco
- Hiroshi Mikami - Yusuke Yamamura
- Misako Tanaka - Hiroko Yamamura
- Hitomi Takahashi - Satomi Nagata
- Yoshitake Tanaka - Masahiko Nagata
- Michiko Ameku - Saito
- Keiko Hanayama - Satsuki Tsunoda
- Sayuri Kokusho - Kanae Sawaguchi
- Mayumi Asaka - Kiyoko Sakurada
- Hiroyuki Konishi - Daijiro Saito
- Shin Takuma - H. Tsunoda